# Grotta dell'Addaura
La cova de l'Addaura (en italià, Grotta dell'Addaura) és un conjunt natural de tres coves situades al costat nord-est del mont Pellegrino a Palerm, Sicília. La importància del complex és deguda a la presència de nombroses pintures rupestres que daten de l'epigravetià (contemporani al magdalenià) i del Mesolític.
Al costat del mont Pelelgrino, amb vistes a Palerm, al sud-est de la platja de Mondello a 70 msnm, hi ha coves i cavitats obertes on s'han trobat ossos i eines de caça, que atesten la presència d'humans que hi vivien a principis del Paleolític i fins al Mesolític. Després de la invasió aliada de Sicília i de l'arribada a Palerm dels Aliats, quan buscaven un lloc idoni, van fer servir les coves per guardar munició i explosius. L'explosió accidental d'arsenal al final de la guerra va revelar les pintures, que van ser estudiades per l'arqueòloga Jole Bovio Marconi. Des del 1997, les coves no són obertes al públic per riscs de seguretat. Les troballes es conserven actualment al Museu Arqueològic Regional de Palerm. El nom Addaura prové del mot àrab الدورة (al-dawrah, "el circuit").